# Argisztihinili

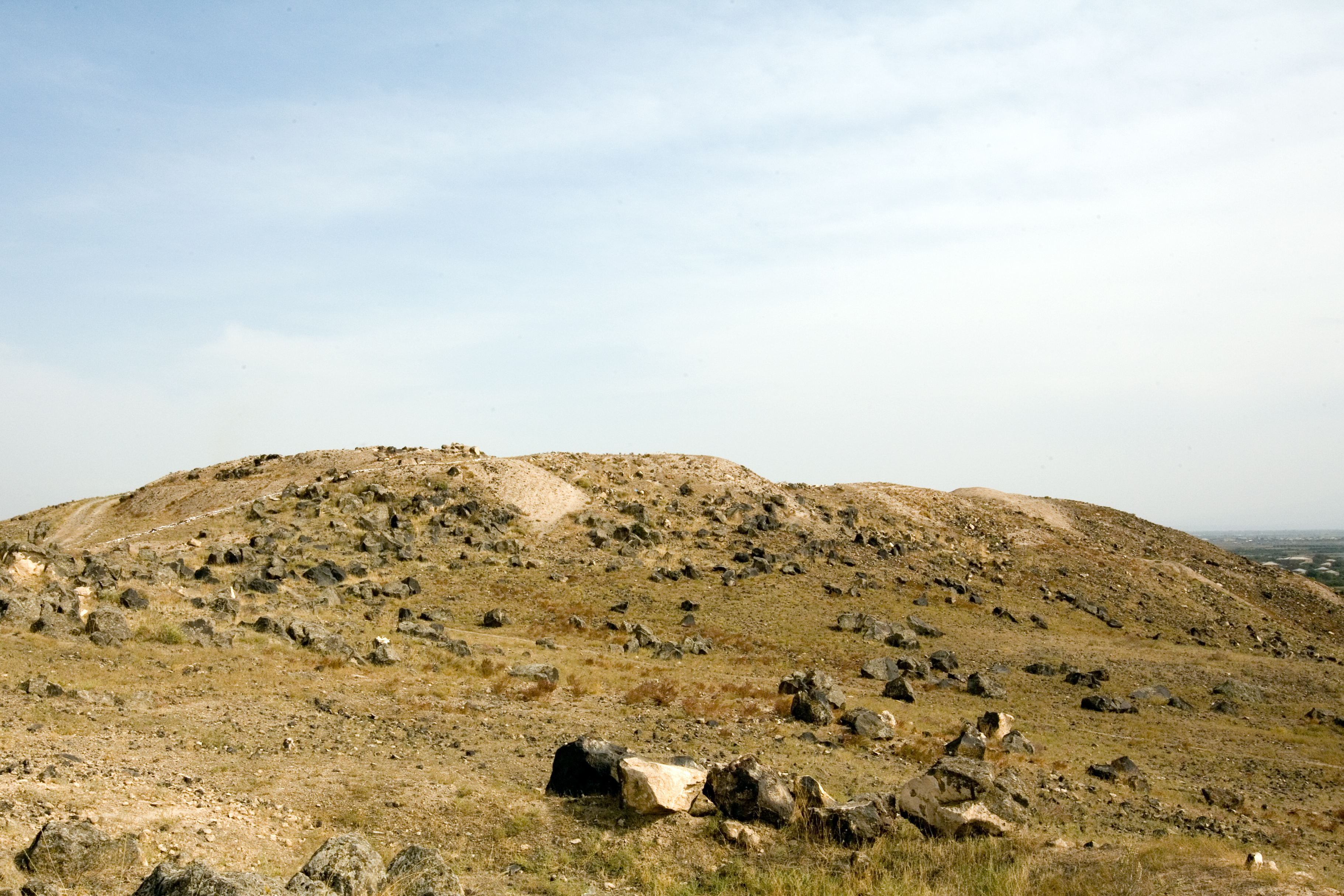
Wzgórze Armawir, na którym stało Argisztihinili

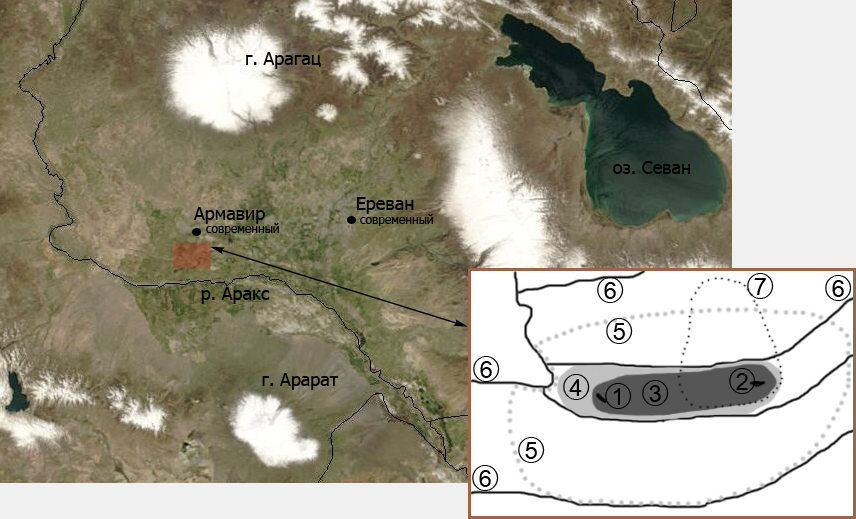
Legenda:
1. Twierdza zachodnia w pobliżu Nor-Armawir
2. Twierdza wschodnia na wzgórzu w miejscowości Armawir
3. Obszar w granicach murów miejskich
4. Obszar poza murami miasta
5. Przypuszczalna granica terenów rolniczych
6. System irygacyjny
7. Granica starożytnego Armawiru, zbudowanego na miejscu zniszczonego Argisztihinili.
Według danych nor-armawirskiej ekspedycji archeologicznej)

Argisztihinili (urart. URUar-gi-iš-ti-ḫi-ni-li, orm. Արգիշտիխինիլի) – starożytne miasto założone w okresie ekspansji Urartyjczyków na Zakaukaziu, za panowania króla Argisztiego I, od którego imienia otrzymało swoją nazwę. Argisztihinili istniało od VIII do VI wieku p.n.e. Jego ruiny zlokalizowano w odległości 15 km na południowy zachód od współczesnego ormiańskiego miasta Armawir, między osadami Nor-Armawir i Armawir w prowincji Armawir. Argisztihinili było położone na lewym brzegu rzeki Araks.

## Historia badań nad Argisztihinili
Historia odkrycia Argisztihinili jest związana z badaniami nad starożytnym Armawirem – jednej ze stolic Armenii. Kronikarz ormiański, Mojżesz z Chorenu, w V wieku wspominał o założeniu Armawiru przez Aramaisa, wnuka Haika, protoplasty Ormian. W latach trzydziestych XIX wieku Francuz Dubois de Monpierre podczas podróży przez Armenię wyraził przypuszczenie, że wzniesienie w pobliżu Nor-Armawiru kryje twierdzę starożytnego Armawiru. Zainteresowanie tymi terenami wzrosło w 1869 roku, kiedy w pobliżu wzgórza odkryto tabliczki gliniane z pismem klinowym. Jak wykazały późniejsze badania, pochodziły z czasów Argisztiego I i Rusy III. W 1880 roku na armawirskim wzniesieniu zostały przeprowadzone pierwsze wykopaliska archeologiczne, związane z przygotowaniem do V Zjazdu Archeologicznego w Tyflisie. W 1896 roku orientalista M.W. Nikolski przypuszczał, że pod Armawirem znajduje się starsze urartyjskie miasto. Wykopaliska przeprowadzone na początku XX wieku, potwierdziły tę teorię i wykazały, że starożytny Armawir został wzniesiony na miejscu niegdysiejszego Argisztihinili około IV wieku p.n.e.
Z uwagi na działania wojenne systematyczne prace archeologiczne rozpoczęto dopiero w 1927 roku – pod kierunkiem N.J. Marra. W latach 1944–1970 badania w Argisztihinili prowadzili B.B. Piotrowski, G.A. Mielikiszwili i I.M. Djakonow, którzy dokonali jednocześnie tłumaczeń odkrytych tam tabliczek i inskrypcji tekstów urartyjskich. W okresie 1962–1971 na wzgórzu pracowały dwie niezależne ekspedycje Instytutu Archeologii Armeńskiej SRR, z których jedna pod kierunkiem A.A. Martirosiana badała Argisztihinili, druga zaś Armawir.

## Historia założenia miasta
Zgodnie z rocznikami urartyjskimi Argisztihinili zostało założone w 776 roku p.n.e. na polecenie króla Argisztiego I, w jedenastym roku jego panowania. Powstanie miasta poprzedziła wieloletnia ekspansja w kierunku Zakaukazia, której celem było przejęcie kontroli nad żyzną Doliną Ararat. Od 786 roku p.n.e. Argiszti I zorganizował kilka wypraw do doliny rzeki Achurian oraz w kierunku jeziora Sewan. W tenże sposób zdobył dogodne pozycje do opanowania doliny. W 782 roku p.n.e. Argiszti I założył na miejscu obecnego Erywania twierdzę Erebuni, jako punkt wypadowy do dalszych ekspansji terytorialnych. Jednak podbój Zakaukazia został opóźniony z powodu zatargów z Asyrią na południowo-zachodniej granicy Urartu. W okresie panowania Argisztiego I państwo znajdowało się u szczytu swojej potęgi. Władca odniósł zwycięstwo z trwającej około czterech lat wojny z południowym sąsiadem, a armia urartyjska została ponownie przerzucona na północ.
Według opinii naukowców, Argisztihinili początkowo nie było zaplanowane do budowy miasta-twierdzy, lecz centrum administracyjnego i gospodarczego. Te wnioski wyciągnięto po analizie położenia miasta, które nie posiadało dobrej pozycji strategicznej. Jak podają roczniki Argisztiego I, miasto wzniesiono w krainie Azani (Dolina Ararat). Wykopaliska archeologiczne wykazały w starszych warstwach pozostałości osad z okresu eneolitu, datowane na III–I tysiąclecie p.n.e. Nie zachowały się wzmianki o wyprawach Urartyjczyków przeciwko mieszkańcom doliny. Prawdopodobnie, w obliczu przygotowań do kampanii wojennych Argisztiego I skierowanych na zdobycie Azani, większość miejscowej ludności opuściła swoje domostwa, a osady, które stawiały opór, zostały zniszczone.

## Układ miasta
Argisztihinili zostało zbudowane na planie prostokąta o wymiarach 5x1–1,5 km. W zachodniej i wschodniej części znajdowały się masywne cytadele. Na kilku oddalonych wzniesieniach ulokowano budynki należące do miasta. Cały teren Argisztihinili wraz z kontrolowanym obszarem wynosił około 1000 ha. Kanały doprowadzające wodę zlokalizowano wzdłuż murów miejskich. Łączna ich długość w okolicy miasta wynosiła około 40 km. Ich część nadal pozostaje w użyciu. Budowa kanałów wymagała wywiezienia 160 tys. m³ ziemi, a budowa twierdz – ponad 40 tys. m³ ociosanych bloków bazaltowych. Naukowcy przypuszczali, że podczas budowy miasta wraz z umocnieniami i kanałami wykorzystano pracę jeńców wojennych. Miasto było ośrodkiem administracyjno-gospodarczym; kontrolowało gospodarkę w Dolinie Ararat; prawdopodobnie także handel oraz zabezpieczało dostawę wody pitnej.
Za panowania syna Argisztiego I, Sarduriego II, w mieście wzniesiono obiekty kultu, spichlerze oraz rozbudowano twierdze obronne. Twierdze pełniły także funkcję siedziby, urzędnika królewskiego oraz koszar.
W odróżnieniu od innych miast urartyjskich Argisztihinili nie zbudowano na skale. W związku z tym jego znaczenie strategiczne było niewielkie. Niewysokie wzgórze, wybrane dla założenia miasta nie pozwalało na wzniesienie tu monumentalnych budowli obronnych, w jakie zostały zaopatrzone Tuszpa, Rusahinili, Erebuni, Tejszebaini i pozostałe miasta urartyjskie. Tym niemniej, w celu obrony miasta przed najazdami sąsiednich ludów, wokół wzgórza wzniesione zostały według wzorca urartyjskiego mury: na fundamencie z ciosanych bloków bazaltowych m.in. wzniesiono ścianę z cegieł, fasady wzmocniono przyporami i masywnymi wieżami.

## Gospodarka

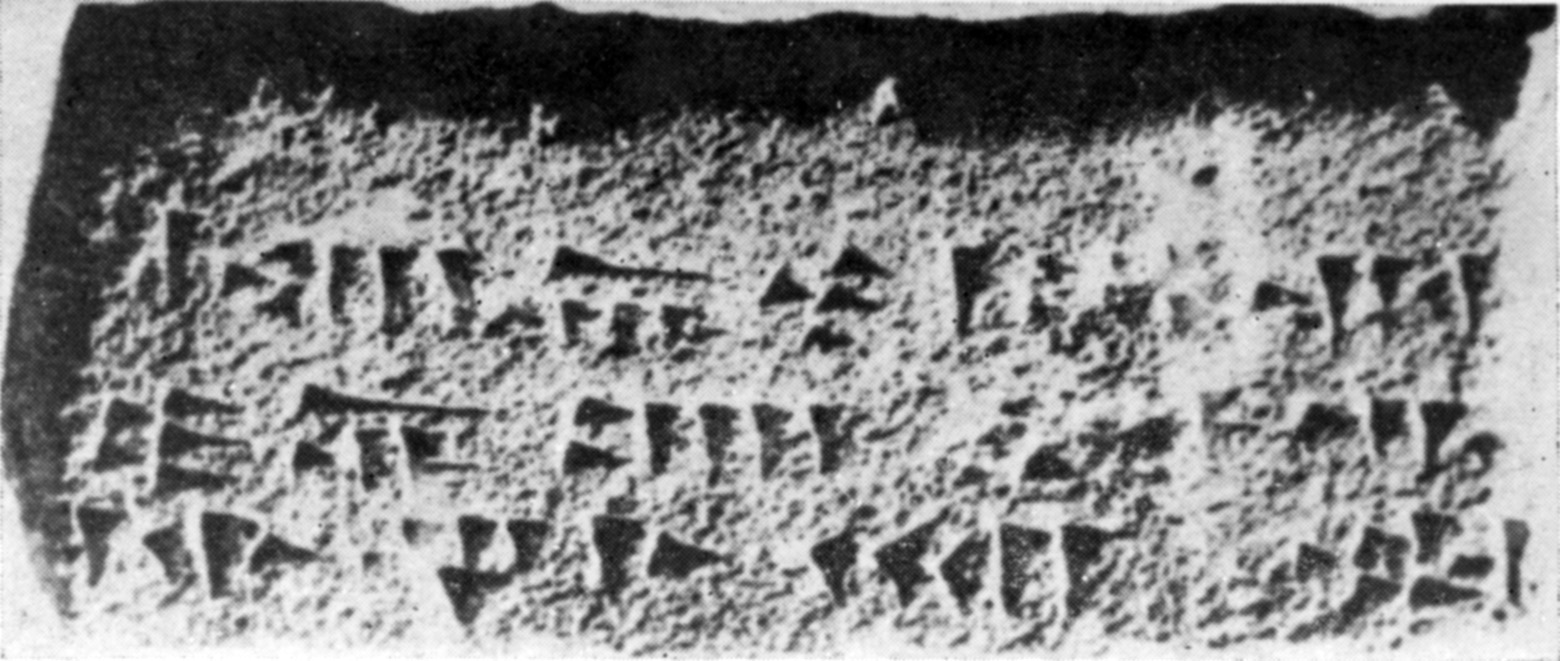
Napis Rusy III, informujący o budowie w Argisztihinili spichlerza

Na urodzajnej glebie Doliny Ararat uprawiano zboże i winorośl. Rolnictwo było kontrolowane przez państwo. Według badań, zapasy zboża przechowywanego w spichlerzach Argisztihinili, wynosiły około 5 tys. ton. Powierzchnia upraw zajmowała około 5 tys. ha. W mieście zostało także przygotowane miejsce na składowanie wina o pojemności 160 tysięcy litrów. Obszar przeznaczony na uprawę winorośli wynosił około 1250 ha. Ponadto mieszkańcy Argisztihinili posiadali własne pola uprawne. Zachowały się ślady ówczesnej hodowli drobiu i świń.

## Rzemiosło
Na potrzeby rolnictwa w Argisztihinili produkowano dużą ilość kamiennych narzędzi i ceramiki. Mniejsze naczynia z gliny wykorzystywano do przechowywania mąki i wina. Do magazynowania wina używano większych naczyń, częściowo wkopanych w ziemię. Na terenie miasta rozwijało się kowalstwo. Podczas wykopalisk odkryto narzędzia i ozdoby z żelaza i brązu, a także formy do ich wytapiania.

## Argisztihinili w okresie upadku Urartu
Porażka Sarduriego II w wojnie z Asyrią zapoczątkowała schyłek potęgi Urartu. Jego następca Rusa I nie potrafił odeprzeć najazdów Sargona II. W 714 roku p.n.e. Asyryjczycy zniszczyli Musasir – centrum religijne Urartu, ośrodek kultu naczelnego bóstwa Chaldiego. Spowodowało to stopniowe przesunięcie głównego ciężaru władzy państwowej na północ państwa w kierunku Zakaukazia.
W VII wieku p.n.e. Argisztihinili nadal było rozbudowywane. Zachowały się napisy królów Urartu z okresu VIII–VII p.n.e. – Rusy II i jego syna Argisztiego II oraz Erimeny. Zawierały informacje o nowych budowlach. Za panowania Rusy II, który dążył do odrodzenia kultu Chaldiego, w mieście została wzniesiona świątynia bóstwa. Podobne powstały w Tejszebaini i Erebuni. Na wszystkich trzech umieszczono podobne inskrypcje, w których na równi z bóstwami urartyjskimi występuje także babiloński – Marduk:

(...) w nowej świątyni niech zostanie zarżnięte koźlątko dla boga Chaldiego, wół niech zostanie przyniesiony w ofierze dla boga Chaldiego, owca – dla boga Tejszeby, owca – dla boga Sziwiniego, krowa – dla bogini Arubaini, owca – dla broni boga Chaldiego, owca – dla bramy boga Chaldiego, owca – dla boga Iuarszy (...) Niech jakiegokolwiek przedmiotu nie uszkodzi, niech cielęcia (...) nie da, niech wół ofiarny nie będzie małym ani niedojrzałym. Wszystko to ja zaprawdę postanowiłem (...) Rusa, syn Argisztiego, mówi: Kto ten napis zniszczy, kto go rozbije, kto go ukryje, kto innego zmusi do dokonania tego, kto powie: Dokonałem tego (...) Jeżeli ktokolwiek napis ten z tego miejsca zabierze, niech zniszczą go bogowie: Chaldi, Tejszeba, Sziwini, Marduk; niech nie zostanie po nim imienia, ni jego rodziny pod słońcem (...).

Działalność Rusy II skierowana na odbudowę potęgi Urartu nie zahamowała schyłku państwa. Nowy spichlerz, wspomniany w inskrypcji Rusy III był prawdopodobnie ostatnią budowlą wzniesioną w Argisztihinili. Niedługo po tym, w obliczu notorycznych najazdów z północy – mieszkańcy i jednostki wojskowe rozmieszczone w Dolinie Ararat pozostawili miasto-twierdzę Erebuni. Główne siły militarne Urartu zostały na przełomie VII/VI stuleci p.n.e. skoncentrowane w mieście Tejszebaini. Pozostawione bez ochrony Argisztihinili znalazło się w zagrożeniu najazdów obcych ludów. Około 600 roku p.n.e. miasto zostało zdobyte i spalone. Podczas badań archeologicznych odkryto pozostałości machin oblężniczych, ślady pożaru i niepochowane szczątki mieszkańców. Prawdopodobnie Argisztihinili zostało zdobyte przez Scytów lub Medów.

## Obecny stan miasta
Po zakończeniu badań archeologicznych przeprowadzonych przez A.A. Martirosiana w latach siedemdziesiątych XX wieku, Argisztihinili zostało zabezpieczone. Dokonane przez archeologów wykopy zostały zasypane ziemią. Jednak część fundamentów pomieszczeń mieszkalnych i murów obronnych została umocowana i wyeksponowana na powierzchni. Na wzgórzu ustanowiono kamień pamiątkowy oraz odtworzony plan miasta z okresu jego potęgi. Większość ruchomych zabytków kultury materialnej, znalezionych w trakcie wykopalisk, trafiła do Muzeum Archeologicznego Armenii „Sardarapat”.